# بورگوبرگ نویدوبرگ
بورگوبرگ نویدوبرگ (به آلمانی: Burgauberg-Neudauberg) یک منطقهٔ مسکونی در اتریش است که در ناحیه گوسینگ واقع شده‌است. بورگوبرگ نویدوبرگ ۱٬۳۶۲ نفر جمعیت دارد.